# 堤等琳 (3代目)
三代目 堤 等琳（さんだいめ つつみ とうりん、生没年不詳）とは、江戸時代後期の町絵師。堤派を代表する絵師。

## 来歴
初代堤等琳または二代目堤等琳の門人。雪舟十三世の孫を称した。通称は吟二。字は雪館。江戸の人。『増補浮世絵類考』には姓氏の記述はないが、『浮世絵師伝』は本姓を月岡氏としている。ただしこれを二代目堤等琳の姓とする説も付記している。初め幼名を秋月といい、後に雪山、深川斎と号した。寛政（1789年 - 1801年）頃、主に頭光が率いた伯楽連の関係する狂歌本の挿絵、文化（1804年 - 1818年）期には滑稽本の挿絵を手がけている。さらに天保（1830年 - 1844年）頃には、絵馬や幟絵、提灯絵などを描いたほか、堂社の彩色を多く手がけたとされる。また、町絵師としては珍しく法橋の位に就いている。『増補浮世絵類考』は初め深川、後に常盤町または米沢町河岸に移ることを伝える。
『増補浮世絵類考』に「浅草寺に韓信の額あり、秋月と云しを三代目等琳と改名せし時の筆なり、今猶存す、（中略）門人あまたあり、絵馬や職人、幟画職人、提灯屋職人、総て画を用る職分のものは、皆此門人となりて画法を学ぶもの多し」と述べられているように、絵馬や屏風などといった肉筆画を最も得意としていた。この三代目等琳を継いだ時に浅草寺に寄贈したといわれる「韓信股くぐり図」の絵馬が現存する他、雪山等琳の名を有する絵馬や、東京近郊や上総安房方面の寺社にて多々見かけることがある。さらに『増補浮世絵類考』において、堂舎の彩色を請け負ったり、貝細工などの見せ物までも手がけていたことが述べられているが、これは絵馬、幟絵などといった庶民的肉筆画を生業とする町絵師の元締め的な存在であったことを示していると思われる。反面、浮世絵師とは異なる町絵師という立場故か、狂歌絵本や摺物類以外の木版作品（錦絵）は殆ど残っていない。
葛飾北斎とは互いに意識し合う関係だったらしい。文化元年（1804年）に北斎が護国寺で大達磨を揮毫した際、等琳はその様子を見物して驚愕した話や、反対に北斎が浅草寺に掲げられた等琳の絵馬について門人の二代目北斎と批評したという逸話が残る。実作品を見ても、寛政から文化初年頃の北斎作品には、等琳風の漢画的描写が見受けられる。他にも『北斎骨法婦人集』序文によると、文政5年（1822年）春頃根岸御形松近くにあった等琳宅に一時北斎が同居していたという。更に北斎の娘・葛飾応為は等琳の門人・南沢等明に嫁している。これらの逸話から、両者には単なる同業者仲間を超えた深い交流があったことが窺える。
門人として月岡栄山、堤等栄、堤秋月、月岡幡羽、堤秋琳、堤等明らがおり、栄山、等栄、秋月には絵馬の作品が見られる。また、「五百羅漢図」で知られる狩野一信も、一時等琳に弟子入りしたという。

## 作品

### 肉筆画
| 作品名                 | 技法         | 形状・員数 | 寸法（縦x横cm）     | 所有者              | 年代              | 落款                                                                         | 備考                                                                                               |
| ---------------------- | ------------ | ---------- | ------------------- | ------------------- | ----------------- | ---------------------------------------------------------------------------- | -------------------------------------------------------------------------------------------------- |
| 茶の湯図               | 絹本着色     | 1幅        | 95.4x42.2           | 東京国立博物館      | 寛政年間          |                                                                              | |
| 源為朝図絵馬           | 板絵着色     |            |                     | 市原市･飯香岡八幡宮 | 文化4年（1807年） |                                                                              | |
| 九相図                 | 紙本着色     | 1巻        | 30.9x488.7          | 東京・麟祥院        | 文化8年（1811年） | 款記「文化八年未歳陽月吉辰 深川斎秋栄画」/「岡田」白文円印・「秋栄」朱文方印 | 巻首にある「九想目録」は、九州国立博物館蔵本の詞書と多くが一致するが、相違もあり直接の典拠は不明。 |
| 三国志図屏風           | 紙本着色     | 六曲一双   |                     | 千葉市美術館        |                   |                                                                              | |
| 諌鼓鶏図               | 板絵着色     | 絵馬一面   | 218.0x73.0（額面）  | 浅草寺              |                   | 款記「雪山堤等琳筆」/「等琳」朱文方印・「堤山」朱文方印                      | 絵馬堂所在。書は龍川申績。岡本清種奉納                                                             |
| 韓信股くぐり図         | 板絵金地着色 | 絵馬一面   | 197.5x231.4（額面） | 浅草寺              |                   | 款記「雪山等琳」/印文不明朱文方印                                            | 絵馬堂所在。書は三井親恭。等琳自身が奉納。                                                         |
| 飯縄寺飯縄寺本堂天井画 |              |            |                     | いすみ市・飯縄寺    |                   |                                                                              | |

### 版画
- 「荷負牛」　横大判　摺物　東京国立博物館所蔵
- 「鞍馬ふこおろし」　大判　錦絵　足立区立郷土博物館所蔵

### 版本
- 『狂歌桑の弓』 絵入狂歌本 桑楊庵光編 寛政4年
- 『癸丑春帖』 絵入狂歌本 頭光編 寛政5年
- 『狂歌柳の糸』 絵入狂歌本 浅草庵市人編 寛政9年
- 『百さへづり』 絵入狂歌本 寛政9年
- 『諸国無茶修行』挿絵 滑稽本 山赤亭川々作 文化6年